# Madocsa
Madocsa è un comune dell'Ungheria centro-meridionale di 2 040 abitanti (dati 2001). È situato nella contea di Tolna.